# Le Hinglé
Le Hinglé (tiếng Breton: An Hengleuz) là một xã của tỉnh Côtes-d'Armor, thuộc vùng Bretagne, tây bắc Pháp.

## Dân số
Người dân ở Le Hinglé được gọi là Hingleziens.